# Jacques Mouton
Jacques Valère Victor Mouton (ur. 16 stycznia 1888 w Liège, zm. 21 lutego 1958 tamże) – belgijski strzelec, olimpijczyk.
Uczestnik Letnich Igrzysk Olimpijskich 1924. Zajął 4. miejsce w trapie drużynowym, osiągając 4. rezultat w zespole.

## Wyniki

### Igrzyska olimpijskie
| Igrzyska   | Konkurencja     | Wynik                           | Miejsce | Źródło |
| ---------- | --------------- | ------------------------------- | ------- | ------ |
| Paryż 1924 | Trap, drużynowo | 354 pkt. (druż.) 86 pkt. (ind.) | 4       | [ 2 ]  |